# Santo Stefano Belbo
Santo Stefano Belbo es una comuna (municipalidad) en la provincia de Cuneo en la región italiano de Piamonte, localizada a 60 km suroeste de Turín. El 31 de diciembre de 2004, tenía una población de 4.021 y un área de 23,6 km².
Santo Stefano Belbo limita con las siguientes comunas: Calosso, Camo, Canelli, Castiglione Tinella, Coazzolo, Cossano Belbo, Loazzolo y Mango.

## Hijos ilustres
- Cesare Pavese (enterrado en su cementerio)

## Evolución demográfica
| Gráfica de evolución demográfica de Santo Stefano Belbo entre 1861 y 2001 |
|                                                                           |
| Fuente ISTAT - elaboración gráfica de Wikipedia                           |

- Datos: Q20486
- Multimedia: Santo Stefano Belbo / Q20486

1. ↑  Worldpostalcodes.org, código postal n.º 12058.
2. ↑  «Codici Catastali». Comuni-italiani.it (en italiano). Consultado el 29 de abril de 2017.